# アメリカ合衆国商務省技術局
アメリカ合衆国商務省技術局(アメリカがっしゅうこくしょうむしょうぎじゅつきょく、TA)は、経済競争力を増進させるためにアメリカ産業界と協働するアメリカ合衆国商務省の1機関である。TAは、商務省技術担当次官に率いられている。
TAは、3つの機関を監督している。
- 標準・技術院 National Institute of Standards and Technology (NIST)
- 科学技術情報サービス National Technical Information Service (NTIS)
- 技術政策部 Office of Technology Policy (OTP)